# 笑う標的
『笑う標的』（わらうひょうてき）は、高橋留美子の漫画作品。

## 概要
読み切り作品として「週刊少年サンデー1983年立春増刊号」に掲載。初期の高橋作品では珍しいシリアス作品であるが、女の情念がテーマのホラー作品である。基本的にはヒロインが愛する者への想いのあまり、邪魔者を排除するために「魔」を呼ぶ結果へ向かい、最終的には破滅してしまうという悲劇的な物語である。単行本収録時には台詞の変更やシーンの追加など、各所が手直しされている。
1987年に後述の通りOVA化されているが、それ以前に同じ高橋留美子原作のTVアニメ『うる星やつら』第89話「はっぴいバースデーマイダーリン」（1983年4月20日放送）で劇中ラムが映画館で見る作品として数秒ではあるが映像化されている。

## あらすじ
ある日、志賀譲の元に自身の許婚・志賀梓がやって来る。梓は、幼少時から一途に譲を想い続けていたが、彼には里美というガールフレンドがおり、梓との婚約も過去のことだと無視していた。しかし、それによって嫉妬した梓は邪魔者を排除するべく、彼女を消し去ろうとする。
漫画とOVA版では結末が違うが、いずれもヒロインが消滅してしまう点は同じである。

## 登場人物
人物名の後の声優はOVAでの出演者。
志賀 譲（しが ゆずる）
声 - 塩屋翼
主人公。志賀家の分家の息子で梓の従兄弟かつ許婚。高校生で弓道部の主将である。梓よりも里美の方に気があり、梓との婚約を昔のことと気に留めなかった。しかし、このことが悲劇を招いてしまう。
志賀 梓（しが あずさ）
声 - 鶴ひろみ
ヒロイン。志賀本家の一人娘で譲の6歳からの許婚。幼い頃から「魔」の存在（実態は定かではないが、憑きものを思わせる存在。梓の母親は「死肉に群がる餓鬼」と表現していた）に魅入られ、何かしらの邪魔者に梓が襲われると、何処からともなく現れて滅してしまう。譲のことだけを思い続けていたため、同い年の男子とは話もしたことがない。里美を邪魔な存在と見なし、襲おうとした。
里美（さとみ）
声 - 松本伊代
弓道部部員で譲のガールフレンド。梓から何度も別れるよう脅されたり、最後は殺されそうになる。最終的には譲に救われるが、OVA版では魔によって過去に遡り存在を消滅させられたことが示唆されている。
梓の母
声 - 沢田敏子
志賀本家の家長。一人娘の梓と甥の譲との婚約を強引に決める。娘が魔に魅入られた事を知るが、家や世間体を考え、誰にも言えずにいたが、魔への恐怖から梓と無理心中を図り、魔に憑り殺される。周辺には原因不明の謎の死とされた。
譲の父
声 - 平井隆博
梓の母の弟。幼い息子と梓の婚約を、まだ早いと反対するが姉に強引に決められてしまう。姉が亡くなり、自身は志賀本家を継ぐつもりもなかったため、本家を処分しようと考え梓を引取るが、梓から自分が譲と結婚して本家を継ぐと言われ、戸惑っている。

## 収録単行本
- 少年サンデーBOOKS 高橋留美子短編集 るーみっくわーるど1（1984年5月、ISBN 4-09-121851-2 ※絶版）
- 高橋留美子傑作短編集2（1995年2月、ISBN 4-09-121857-1）

## OVA
OVAシリーズ『るーみっくわーるど』の第3弾『笑う標的』として1987年3月21日に発売された。声優に当時人気アイドルだった松本伊代が起用されて話題となったが、結末は漫画以上に救いのないほど悲劇的なものとなっている。アメリカ合衆国でもセントラルパークメディアから発売されたが、後に販売許諾権が終了した模様。

### 声の出演
上記、#登場人物も参照のこと。
- 譲の母 - 滝沢久美子
- 里美の母 - さとうあい
- 志賀 譲（幼少）、女子生徒A - 鷹森淑乃
- 古典の先生 - 小島敏彦
- 村人 - 水鳥鉄夫
- 級友 - 柏倉つとむ
- 不良高校生A - 西村智博
- 不良高校生B - 立木文彦
- 不良高校生C - 三井善忠
- 女子生徒B - 平松晶子
- 女子生徒C - 石田光子

### スタッフ
- 製作 - 小学館、小学館プロダクション、スタジオぴえろ、オービー企画
- プロデューサー - 布川ゆうじ、立原一、宇佐美廉、浅海勇
- 脚本 - 金春智子、高屋敷英夫
- 監督・作画監督 - 高橋資祐
- アニメーションキャラクターデザイン - 小原秀一
- 美術監督 - 新井寅雄
- 撮影監督 - 小林武男
- 音響監督 - 斯波重治
- 音楽ディレクター - 竹田洋樹
- 音楽 - クニ河内
- 原画 - 山本直子、遠藤麻未
- 背景 - プロダクション・アイ
- 編集 - 森田清次
- 演出 - 松園公
- 製作デスク - 本間道幸

### 主題歌
エンディングテーマ - 「インパクト」
作詞 - 岩里裕穂 / 作曲、編曲 - クニ河内 / 歌 - 岡谷章子
挿入歌 - 「Beパッショネート」
作詞 - 保科幸雄 / 作曲、編曲 - クニ河内 / 歌 - 岡谷章子